# Ferdinand Malila Ma Kende
Ferdinand Malila Ma Kende (4 septembre 1935 à Buta en République démocratique du Congo - ) est un général de la République démocratique du Congo.

## Biographie
Ferdinand Malila Ma Kende est enrôlé dans la Force publique en 1955. 
En 1964, il est chef d'État major dans l'armée nationale congolaise. C'est l'officier qui notifie aux anciennes autorités la prise de pouvoir par l'armée le 24 novembre 1965, date à laquelle le général Mobutu devint président de la République démocratique du Congo.
Colonel et directeur de cabinet au ministère de la Défense National en 1966, il est attaché militaire à Paris en 1969. Ambassadeur du Zaïre (République démocratique du Congo) à Bujumbura en 1972 puis à Bangui, il occupe pendant une période les fonctions de Chancelier de l'Ordre des Compagnons de la Révolution. 
En 1994, il est nommé, à titre exceptionnel général de Brigade des Forces Armées Zaïroises (FAZ).